# 明磧町
明磧町（あけがわらまち）は、大分県大分市の地名。現行行政地名は明磧町一丁目及び明磧町二丁目。住居表示実施済区域。

## 地理
大分市の中心部に位置し、東に田中町、南東に畑中、西に尼ケ瀬、北西に大石町、北に荏隈と接している。

## 歴史

### 沿革
- 2020年（令和2年）1月11日 - 住居表示を実施に伴い、大字荏隈、大字奥田の各一部（通称は明磧町、畑中、田中町（各一部）、奥田明磧）から、明磧町一丁目及び明磧町二丁目を新設[5]。

### 町名の変遷
| 実施後       | 実施年月日               | 実施前（各町名ともその一部）                                    |
| ------------ | ------------------------ | --------------------------------------------------------------- |
| 明磧町一丁目 | 2020年（令和2年）1月11日 | 公称:大字荏隈、大字奥田（各一部） 通称:明磧町、田中町（各一部） |
| 明磧町二丁目 | 2020年（令和2年）1月11日 | 公称:大字奥田（各一部） 通称:明磧町、畑中（各一部）、奥田明磧   |

## 世帯数と人口
2022年（令和4年）3月31日現在（大分市発表）の世帯数と人口は以下の通りである。
| 丁目・通称           | 世帯数  | 人口    |
| -------------------- | ------- | ------- |
| 明磧町一丁目         | 368世帯 | 774人   |
| 明磧町二丁目・明磧町 | 558世帯 | 1,118人 |
| 計                   | 926世帯 | 1,892人 |

### 人口の変遷
国勢調査による人口の推移。
| 2020年（令和2年） | 1,918人 | [ 6 ] |  |

### 世帯数の変遷
国勢調査による世帯数の推移。
| 2020年（令和2年） | 850世帯 | [ 6 ] |  |

## 学区
市立小・中学校に通う場合、学区は以下の通りとなる（2022年4月時点）。
| 丁目         | 番・番地等 | 小学校               | 中学校               |
| ------------ | ---------- | -------------------- | -------------------- |
| 明磧町一丁目 | 全域       | 大分市立南大分小学校 | 大分市立南大分中学校 |
| 明磧町二丁目 | 全域       | 大分市立南大分小学校 | 大分市立南大分中学校 |

## 交通
- 国道442号
- 大分バス明磧停留所

## 施設
- 大分市消防局 中央消防署 南大分分署[8]
- 大分共立病院[9]
- マックスバリュ 南大分店[10]
- 明磧天満社
- ローソン大分明磧店

## その他

### 日本郵便
- 郵便番号 : 870-0860[2]（集配局 : 大分中央郵便局[11]）。